# Gates of Dalhalla
Gates of Dalhalla es el segundo álbum en vivo de la banda sueca de heavy metal HammerFall, publicado en el año 2013 (en CD) por el sello Nuclear Blast. Este concierto se dio en una antigua cantera cerca de la pequeña aldea Rättvik, Suecia, conmemorando sus 15 años de gloria. Salió en DVD en el año 2012 y en CD doble en el año 2013 (o al menos esas fechas figuran en las carátulas traseras de ambos formatos).

## Lista de canciones

### CD 1
| N.º | Título                                              | Escritor(es) | Duración |  |
| 1.  | «Patient zero»                                      |              | 5:58     |  |
| 2.  | «Heeding the call»                                  |              | 4:38     |  |
| 3.  | «Any means necessary»                               |              | 3:44     |  |
| 4.  | «B.Y.H.»                                            |              | 3:57     |  |
| 5.  | «Riders of the storm»                               |              | 5:19     |  |
| 6.  | «Let's get it on»                                   |              | 4:03     |  |
| 7.  | «Crimson thunder»                                   |              | 5:05     |  |
| 8.  | «Renegade»                                          |              | 4:16     |  |
| 9.  | «Blood bound (special guest: Stefan Elmgren)»       |              | 4:15     |  |
| 10. | «Last man standing (special guest: Stefan Elmgren)» |              | 4:07     |  |
| 11. | «Fury of the wild (special guest: Stefan Elmgren)»  |              | 4:48     |  |
| 12. | «Drum solo»                                         |              | 3:10     |  |
| 13. | «Always will be»                                    |              | 4:24     |  |
| 14. | «Día de los muertos»                                |              | 5:13     |  |
| 15. | «Steel meets steel (special guest: Mikael Stanne)»  |              | 4:01     |  |

### CD 2
| N.º | Título                                                         | Escritor(es) | Duración |  |
| 1.  | «Threshold»                                                    |              | 4:58     |  |
| 2.  | «The dragon lies bleeding (special guest: Jesper Strömblad)»   |              | 4:25     |  |
| 3.  | «Let the hammer fall»                                          |              | 5:33     |  |
| 4.  | «När vindarna viskar mitt namn (special guest: Roger Pontare)» |              | 3:07     |  |
| 5.  | «Something for the ages»                                       |              | 5:06     |  |
| 6.  | «The templar flame»                                            |              | 4:48     |  |
| 7.  | «Oh fortuna (special guest: Team Cans)»                        |              | 1:55     |  |
| 8.  | «Glory to the brave (special guest: Team Cans)»                |              | 6:29     |  |
| 9.  | «One more time (special guest: Team Cans)»                     |              | 4:19     |  |
| 10. | «HammerFall»                                                   |              | 5:46     |  |
| 11. | «Hearts on fire (featuring all special guests)»                |              | 4.45     |  |

### DVD
01. Patient zero
02. Heeding the call
03. Any means necessary
04. B.Y.H.
05. Riders of the storm
06. Let's get it on
07. Crimson thunder
08. Renegade
09. Blood bound (special guest: Stefan Elmgren)
10. Last man standing (special guest: Stefan Elmgren)
11. Fury of the wild (special guest: Stefan Elmgren)
12. Drum solo
13. Always will be
14. Día de los muertos
15. Steel meets steel (special guest: Mikael Stanne)
16. Threshold
17. The dragon lies bleeding (special guest: Jesper Strömblad)
18. Let the hammer fall
19. När vindarna viskar mitt namn (special guest: Roger Pontare)
20. Something for the ages
21. The templar flame
22. Oh fortuna (special guest: Team Cans)
23. Glory to the brave (special guest: Team Cans)
24. One more time (special guest: Team Cans)
25. HammerFall
26. Hearts on fire (featuring all special guests)
+Behind the scenes material
- Datos: Q1495772